# Axel Merckx
Axel Merckx (nascido em 8 de agosto de 1972) é um ex-ciclista profissional belga de ciclismo de estrada. Em sua carreira profissional que começou em 1993 e terminou em 2007, conquistou uma medalha de bronze Olímpica e competiu em oito Tours de France, terminando como o ciclista belga mais bem colocado por seis vezes. É filho do ciclista profissional e cinco vezes campeão do Tour de France, Eddy Merckx.